# Milena Rudnytska
Milena Rudnytska (ukrainien : Мілена Рудницька Milena Ivanivna Roudynska ; 15 juillet 1892 - 29 mars 1976) est une éducatrice, militante, femme politique et écrivaine ukrainienne. En tant que l'une des voix les plus influentes dans l'entre-deux-guerres du mouvement des femmes galiciennes, elle publie des articles dans divers périodiques. En tant que membre de la Diète polonaise entre 1928 et 1935, elle fait connaitre les problèmes posés par la répression par les autorités gouvernementales à l'échelle mondiale, y compris les efforts du régime polonais pour réprimer la culture des Ukrainiens minoritaires et le déni du régime soviétique face à la famine en Ukraine en 1932-1933. Avec les occupations soviétiques et nazies de l'Ukraine, Rudnytska finit par fuir le pays et reste en exil pour le restant de ses jours, publiant des livres et des articles en Europe et aux États-Unis.

## Jeunesse
Milena Rudnytska est née le 15 juillet 1892 à Zboriv en Galicie, dans l’Empire austro-hongrois, fille d'Olga (née Ida Spiegel) et d’Ivan Rudnytsky,. Troisième enfant et unique fille de cette famille d'intellectuels. Le père de Rudnytska est issu de la noblesse sans titrée ukrainienne et après avoir obtenu un diplôme en droit de l'université de Lviv, il a travaillé comme notaire dans l'ouest de l'Ukraine. Sa mère appartenait à une famille de marchands juifs galiciens. Leurs familles s’étaient opposées à leur union et le couple avait tardé à se marier pendant près de dix ans, car à cette époque, il était impossible de se marier avant vingt-quatre ans sans le consentement de ses parents. Quand Ida quitta la maison de sa parents, elle se convertit au christianisme et changea de nom pour devenir Olga,, puis s'est finalement mariée et a eu cinq enfants : Myhailo Rudnytsky (uk) (1889-1975), philologue ; Volodymyr (1891-1975), avocat ; Milena ; Ivan Kedrin-Rudnitsky (uk) (1896–1995) publiciste et essayiste ; et Antin (1902-1975) compositeur et chef d'orchestre de l'opéra de Kiev,.
La famille de Rudnytska parle polonais à la maison et sa mère ne maîtrise pas l'ukrainien, bien qu'elle élève ses enfants en tant que ressortissants ukrainiens. Proche de son père, Rudnytska est profondément touchée par sa mort en 1906 ce qui précipite le déménagement de la famille à Lviv. Elle commence ses études primaires à la maison, puis fréquente le Classical Gymnasium de Lviv, avant d'entrer en 1910 à l’Université de Lviv pour étudier la philosophie et obtenir un diplôme d’enseignement en philosophie et en mathématiques. Au cours de la Première Guerre mondiale, la famille vit à Vienne, où Rudnytska étudie à l'Université de Vienne jusqu'en 1917 recevant un diplôme en pédagogie.

## Carrière
Rudnytska commence à travailler comme journaliste pour l'éditorial bihebdomadaire Наша Мета (Notre objectif) en 1918. L'année suivante, elle épouse Pavlo Lysiak (uk), un avocat qui a également étudié à Lviv et vit en Autriche,. À la fin de l'année, le couple est parent de son fils unique, Ivan L. Rudnytski et leur domicile devient rapidement un lieu de rassemblement pour les membres de la communauté intellectuelle ukrainienne vivant à Vienne. De retour en Galicie, après que la guerre entre la Pologne et l'Ukraine ait entraîné un transfert territorial de la région vers l'État polonais et l'adoption de politiques visant à supprimer les populations minoritaires. Bien que Rudnytska soutienne le mouvement national ukrainien, elle estime que les rôles attribués aux femmes sont inférieurs à ceux attribués aux hommes. Elle commence alors à concentrer son attention sur l'organisation de mouvement de femmes pour les impliquer et les sensibiliser à avoir une conscience citoyenne en Ukraine. De retour à Lviv en 1920, Rudnytska et son mari se séparent. Son fils, élevé par la famille de Rudnytska, adoptera ensuite son nom de famille de sa mère.
Rudnytska devient l'une des principales militantes de l'Union des femmes ukrainiennes (ukrainien : Союз українок), qu'elle aide à fonder en 1920 et avec d'autres membres de la direction, y compris Olena Fedak Sheparovych (uk), Iryna Sichynska et Olga Tsipanovska (uk), à organiser des revues féminines, des conférences et des coopératives. À peu près au même moment, en 1921, elle commence son travail à l'école normale des enseignants, puis à l'Institut pédagogique supérieur de Lviv, mais à partir de 1928, elle cesse d'enseigner et se consacre entièrement aux questions sociales et politiques,,. Après avoir rejoint l'Alliance démocratique nationale ukrainienne, Rudnytska est élue membre du Sejm en 1928 en tant que représentante du parti et le reste jusqu'en 1935. Cette même année, elle est élue présidente de l'Union des femmes ukrainiennes et exerce cette fonction jusqu'en 1939. Cette année-là, elle poursuit ses activités journalistiques en publiant dans plusieurs revues féministes telles que Woman (ukrainien : жінка), Citoyenne (ukrainien : Громадянина), Femme Ukrainienne (ukrainien : Українка) et édite la page consacrée aux femmes dans le quotidien Action (ukrainien : газета дію),.
Au Parlement, Rudnytska est une ardente défenseure de l'Ukraine et critique les autorités polonaises pour avoir supprimé la culture ukrainienne, y compris leurs écoles et leurs institutions religieuses. Membre des comités pour l'éducation et les affaires étrangères, elle prononce de nombreux discours et est connue pour être une oratrice charismatique. En 1931, elle est l'une des trois délégués ukrainiens à plaider devant la Société des Nations contre les autorités polonaises, qualifiant la répression de « campagne de pacification » visant à faire taire la population de la minorité ukrainienne. Elle est également invitée à prendre la parole à la Chambre des communes britannique. Au cours de la famine de 1932-1933, elle est élue vice-présidente du Comité de sauvetage public et organise des réunions avec des politiciens, des scientifiques et des éducateurs pour traiter le problème et soulager la faim. En raison de ses liens internationaux avec des organisations féministes, Rudnytska est choisie pour solliciter l'aide internationale et porter la situation à l'attention de la Société des Nations.

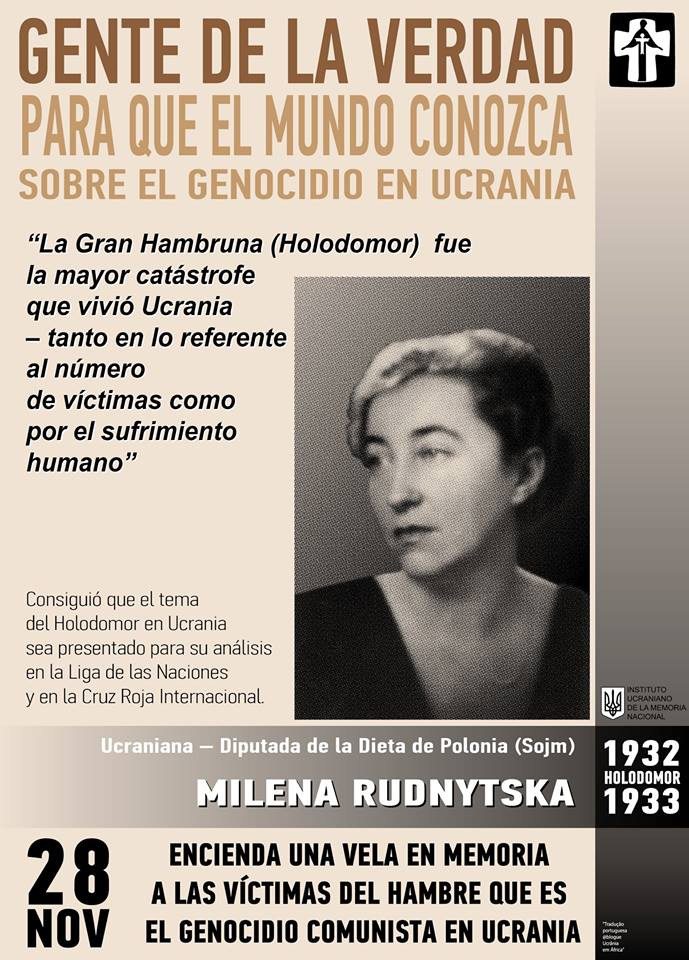
Une affiche de la série Gens de vérité représentant Milena Rudnytska lors d'une commémoration de l'Holodomor par l'Institut ukrainien de la mémoire nationale.

Le 29 septembre 1933 à Genève, 14 pays se rencontrent et Rudnytska ainsi que les autres membres de la délégation ukrainienne présentent leurs conclusions sur la famine et la nécessité d'une assistance internationale. Après plusieurs heures, la Société des nations décide que la famine est un problème interne à l'URSS, non membre et que, par conséquent, aucune aide ne serait apportée. La délégation se tourne ensuite vers le Comité international de la Croix-Rouge (CICR). Des responsables du CICR contactent des responsables soviétiques pour obtenir l'approbation d'organiser l'aide internationale en Ukraine, mais le président de la Société du Croissant-Rouge soviétique, Avel Enoukidzé, nie l'existence d'une famine en Ukraine. Rudnytska prend la parole lors d'une autre conférence internationale tenue à Vienne en décembre 1933, appelant instamment la communauté internationale à faire pression sur le régime stalinien pour qu'il admette qu'il y a une crise et autorise l'aide. Le déni se poursuit et les informations sur la nature et l'étendue de la famine sont cachés. En 1958, le livre de Rudnytska, оротьба за правду про Великий Голод (Lutter pour la vérité sur la grande famine) affirme que la famine est le résultat de la pression organisée par le Kremlin pour " briser les paysans ukrainiens en utilisant la collectivisation pour lutter contre les paysans rebelles ».
Dans l'entre-deux-guerres, Rudnytska est l'une des voix les plus puissantes du mouvement des femmes ukrainiennes. Quand Hitler arrive au pouvoir en 1933, elle évalue les changements immédiatement apportés limitant la vie des femmes. Les lois adoptées par le Troisième Reich interdisent aux femmes de travailler dans la fonction publique, fixent des quotas pour le nombre de femmes ayant accès à l'enseignement supérieur, refusent l'accès aux femmes à la profession juridique, entre autres. En réponse à ces actions, Rudnytska écrit un article satirique paru dans le magazine Women's Voice décrivant la vision du régime selon laquelle les femmes sont des monstres, qui n'ont d'autre but que de cuisiner, de nettoyer et de porter des enfants. À une époque où les femmes ukrainiennes ont développé l'idée selon laquelle la femme idéale est une femme engagée dans la conscience politique et l'entreprise sociale, qui choisit de manière consciente quand ou si la maternité doit avoir lieu, l'opinion allemande suscite de sérieuses réserves. Rudnytska participe à l'organisation du premier Congrès des femmes ukrainiennes en 1934, qui s'est tenu à Stanyslaviv. En 1937, elle est élue présidente de l'Union mondiale des femmes ukrainiennes. À la fin des années 1930, le gouvernement polonais surveille de près les membres de l'Union des femmes, arrêtant certaines des dirigeantes et essayant d'interdire totalement l'organisation.
En 1939, lors de l'invasion soviétique de la Pologne, le régime annexe la Galicie, forçant les militants nationalistes à fuir. Craignant les répressions du régime soviétique, Rudnytska se rend à Cracovie, occupée par les nazis. L'année suivante, elle déménage à Berlin, où son fils termine ses études commencée à Lviv. En 1943, elle arrive à Prague où elle publie son livre Zakhidna Ukraina pid bolshevykamy (Ukraine occidentale sous les bolcheviks) en 1944. Poursuivant l'écriture en exil, elle s'installe à Berlin puis dirige le Comité de secours ukrainien à Genève entre 1945 et 1950. En 1950, elle part pour New York, où elle est restée huit ans avant de rentrer en Europe d'abord à Rome puis à Munich. Parmi ses publications les plus connues, on compte: Ukraïns'ka diisnist 'i zavdannia zhinochoho rukhu (La réalité ukrainienne et les tâches du mouvement des femmes, 1934), Don Bosko: Liudyna, pedahoh, sviatyi (Don Bosco : Homme, Pédagogue, Saint, 1963) et Nevydymi styhmaty (Les Stigmates Invisibles, 1971).

## Mort et héritage
Rudnytska meurt le 29 mars 1976 à Munich. Ses restes sont inhumés à Lviv en 1993 dans le cimetière de Lychakiv, aux côtés d'autres membres de la famille. En 1994, Irene Martyniuk publie un livre intitulé Milena Rudnytska and Ukrainian Feminism: The Art of the Possible, évaluant le rôle de Rudnytska dans le mouvement des femmes en Ukraine. En 1998, Мілена Рудницька. Статті. Листи, документи (Milena Rudnytska. Articles. Lettres, documents) est édité par Martha Bohachevsky-Chomiak, Miroslava Dyadyuk et Jaroslaw Pelenski et publié avec le soutien de l'Union des Ukrainiens Américains.

### Citations
1. 1 2 3 4 5  Zhurzhenko 2006, p. 470.
2. 1 2 3 4 5  Rudnytsky 1987, p. xvi.
3. 1 2 3 4 5 6  Онишко 2012.
4. 1 2 3 4 5  Чорновол 2007.
5. 1 2 3 4  Zhurzhenko 2006, p. 471.
6. ↑  Сніцаpчук 2016.
7. 1 2 3  Zhurzhenko 2006, p. 472.
8. 1 2 3  Гавришко 2010.
9. 1 2  Zhurzhenko 2006, p. 473.
10. 1 2 3  Encyclopedia of Ukraine 1993.
11. 1 2 3 4 5  Zhurzhenko 2006, p. 474.
12. ↑  Himka 2014.
13. ↑  Martyniuk 1994.
14. ↑  Гудзик 2001.